# Olszewo (powiat średzki)
Olszewo – wieś w Polsce, położona w województwie wielkopolskim, w powiecie średzkim, w gminie Środa Wielkopolska. Wieś jest siedzibą sołectwa Olszewo w którego skład wchodzi również: Henrykowo.
| SIMC    | Nazwa     | Rodzaj    |
| ------- | --------- | --------- |
| 0597021 | Henrykowo | część wsi |

W latach 1975–1998 miejscowość należała administracyjnie do województwa poznańskiego.